# Edward Fortunat
Edward Fortunat (ur. 17 września 1565 r. w Londynie, zm. 8/18 czerwca 1600 r. w Kastellaun) – margrabia Baden-Baden od 1588, w latach 1575–1588 r. margrabia Badenii-Rodemachern, z dynastii Zähringen.

## Życiorys

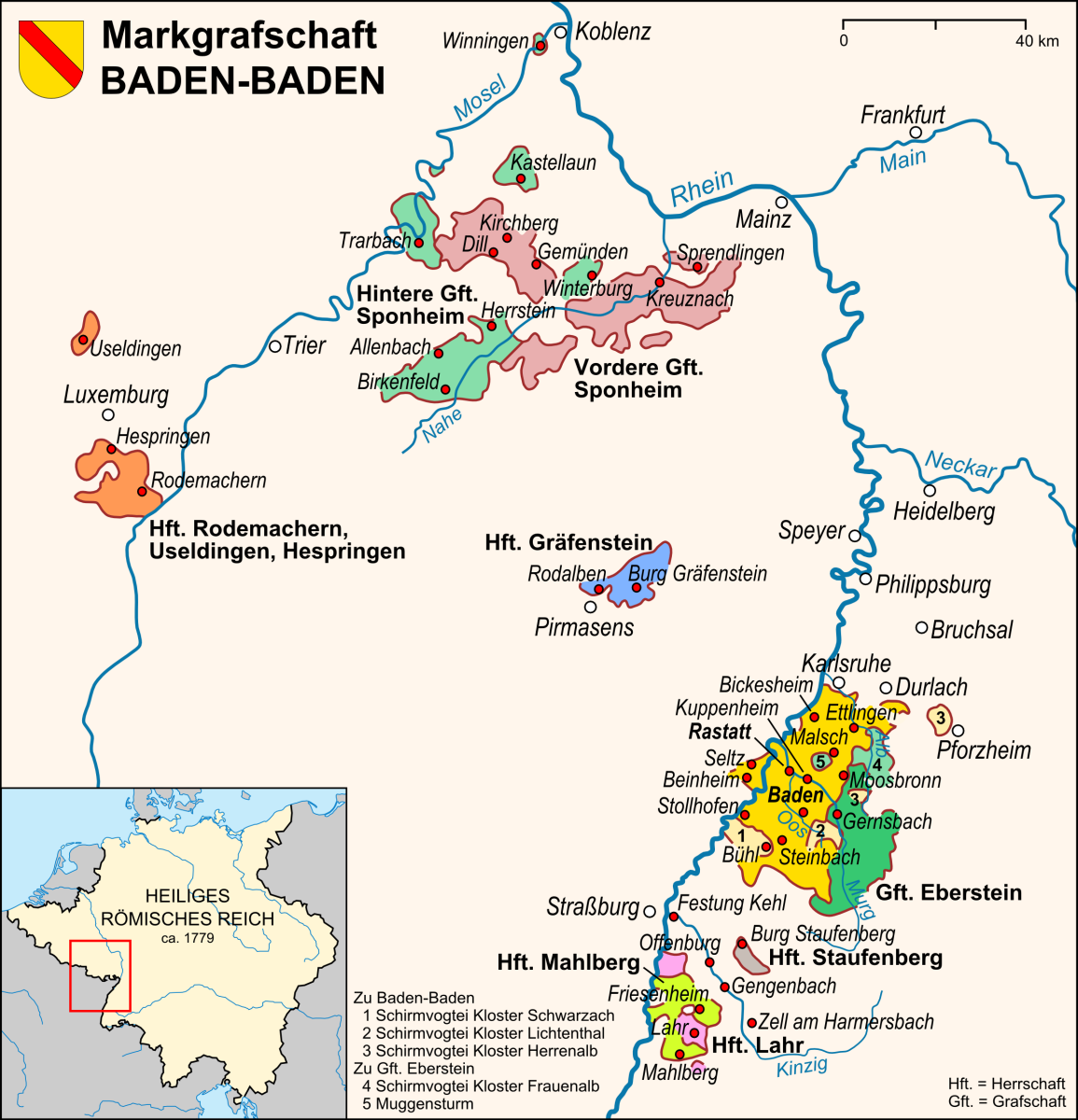
Ziemie margrabiów Baden-Baden od XVI do XVIII w., po lewej w kolorze pomarańczowym część terytorium wydzielona margrabiom Badenii-Rodemachern

Edward był najstarszym synem Krzysztofa II, margrabiego Badenii-Rodemachern, oraz Cecylii, córki króla Szwecji Gustawa I Waza. Do chrztu miała go podawać królowa Anglii Elżbieta I. Wcześnie osierocony przez ojca, dorastał na dworze księcia Bawarii Wilhelma V Pobożnego. Chociaż ochrzczony jako protestant, wychowywany w duchu katolickim w 1684 r. dokonał konwersji na katolicyzm. Po śmierci swego brata stryjecznego Filipa II w 1588 r. odziedziczył ziemie głównej gałęzi rodu margrabiów Baden-Baden. Rządy przejął rok później, po uzyskaniu cesarskiego zatwierdzenia.
Wystawny i awanturniczy tryb życia oraz liczne podróże (głównie na dwór w Brukseli) były niezwykle kosztowne. Edward zdobywał finanse wszelkimi możliwymi sposobami, nie dbając zupełnie o stan swego księstwa. Było ono zadłużone do tego stopnia, że miało być zajęte w sekwestr; ostatecznie przejął je kuzyn Edwarda, margrabia Badenii-Durlach Ernest Fryderyk. Edwardowi pozostały jedynie dobra położone na lewym brzegu Renu, jego rezydencją był Kastellaun. Wściekły, podjął próbę zabójstwa swego kuzyna, jednak nieudaną. Z uwagi na zły stan finansów imał się nawet fałszowania pieniędzy. Nadal prowadził niespokojne, awanturnicze życie, m.in. brał udział po stronie Zygmunta III Wazy w walkach w Szwecji przeciwko Karolowi IX Sudermańskiemu.

## Rodzina
Żoną Edwarda Fortunata była Maria (ur. ok. 1560 r., zm. w 1636 r.), córka Jobsta van der Eicken, gubernatora Bredy, dwórka na dworze w Brukseli. Potajemny ślub zawarli w Brukseli 13 marca 1591 r., fakt ten został ujawnił po dwóch latach, po uzyskaniu papieskiego potwierdzenia. Mieli czworo dzieci:
- Anna Maria Lukrecja (1592–1654),
- Wilhelm (1593–1677), margrabia Baden-Baden,
- Herman Fortunat (1595–1664/5), margrabia Badenii-Rodemachern,
- Albrecht Karol (1598–1626).

Z uwagi na morganatyczny charakter małżeństwa Edwarda i Marii, prawa jego potomków do sukcesji były potem kwestionowane.